# Texhnolyze
TEXHNOLYZE (テクノライズ, Tekunoraizu, phonétiquement [téknolàiz]) est une série d'animation Japonaise produite en 2003 par le studio Madhouse et Rondo Robe. Réunissant partiellement l'équipe à l'origine de Serial Experiments Lain, cette œuvre possède une ambiance particulière et singulière, de par son manque d'indications autant temporel que spatial quant à l'environnement dans lequel l'histoire évolue.
Cette série est disponible en France chez l'éditeur Dybex.

## Synopsis
Enfoncée loin sous la surface terrestre, la cité de Lukuss devait fournir les hommes en Raffia, une mousse qui permet d'éviter tout rejet des greffes. Mais il y a longtemps que son gouvernement a été renversé par une organisation mafieuse, l'Organo, qui a imposé sa loi dans le sang. Ainsi, l'Organo contrôle le Raffia et seuls ses membres peuvent être « texhnolyzés », c'est-à-dire recevoir des prothèses beaucoup plus performantes que leurs équivalents naturels.

## Épisodes
- ROGUE 01 : STRANGER
- ROGUE 02 : FORFEITURE
- ROGUE 03 : TEXHNOPHILE
- ROGUE 04 : SYNAPSE
- ROGUE 05 : LOITER
- ROGUE 06 : REPETITION
- ROGUE 07 : PLOT
- ROGUE 08 : CRUCIBLE
- ROGUE 09 : WIGGLE
- ROGUE 10 : CONCLUSION
- ROGUE 11 : VAGRANT
- ROGUE 12 : PRECOGNITION
- ROGUE 13 : VISTA
- ROGUE 14 : REJECTION
- ROGUE 15 : SHAPES
- ROGUE 16 : STRAIN
- ROGUE 17 : DEPENDENCE
- ROGUE 18 : THRONE
- ROGUE 19 : HEAVENWARD
- ROGUE 20 : HADES
- ROGUE 21 : ENCEPHALOPATHY
- ROGUE 22 : MYTH

## Musique

### Opening
GUARDIAN ANGEL (XAVIER'S EDIT) de Juno Reactor

### Ending
Tsuki no Uta (月の詩) de Gackt (sorti en single en 2003)

### Bande Originale
Elle est constituée de deux albums : Music Only Music But Music, et The Man of Men.
À noter que l'édition US du premier album propose Guardian Angel en version complète, alors que l'édition japonaise ne propose que la version Xavier's Edit identique au générique.

## Fiche technique

### Staff
Supervision: Rondo Robe
Producteur : Yasuyuki Ueda
Directeur : Hirotsugu Hamasaki
Scénario : Chiaki Konaka
Chara. Design original : Yoshitoshi ABe
Chara. design : Shigeo Akahori
Mechanical design : 
Morifumi Naka
Toshihiro Nakajima
Dir. artistique : Hidetoshi Kaneko
Dir. animation : Shigeo Akahori
Musique : 
Keishi Urata
Hajime Mizoguchi

### Doublage japonais
Ichise: Haga Akira
Ran: Itou Shizuka
Kaneda Eriko: Niki Shizumi
Oonishi Kyogo: Tsuchida Hiroshi
Yoshii Kazuo: Inoue Takashi
Hirota Michiko: Sakuma Kumiko
Yoshii Kazuo: Inoue Takashi
Sakimura Tetsuya: Tonosaki Akihiko
Haru/Hal(HARU): Okada Mitsutoshi
Yo-ko(YO-KO): Kaida Yuuko
Kimata Motoharu: Nakata Jouji
Hoshi Ken: Sasaki Seiji
Gotou Hirohisa: Shibata Hidekatsu
Izaki Ryuuichi: by Kishino Kazuhiko
Chuugen Takuya: by Kawada Shinji
Mizuno Keitarou: Kamei Saburo
Kohagura Fuminori: Ootsuka Yoshitada
Sonoda Akihisa: Egawa Ousei
Tsujinaka Kenichirou: Hazumi Jun
Touyama Haruhiko: Hoshi Koumyou
Ishii Kyousuke: Tanaka Masahiko